# دهه ۲۴۰ (میلادی)
دهه ۲۴۰ (میلادی) دهه بیست و چهارم تقویم میلادی است.

## درگذشتگان
‎